# Wahnfried

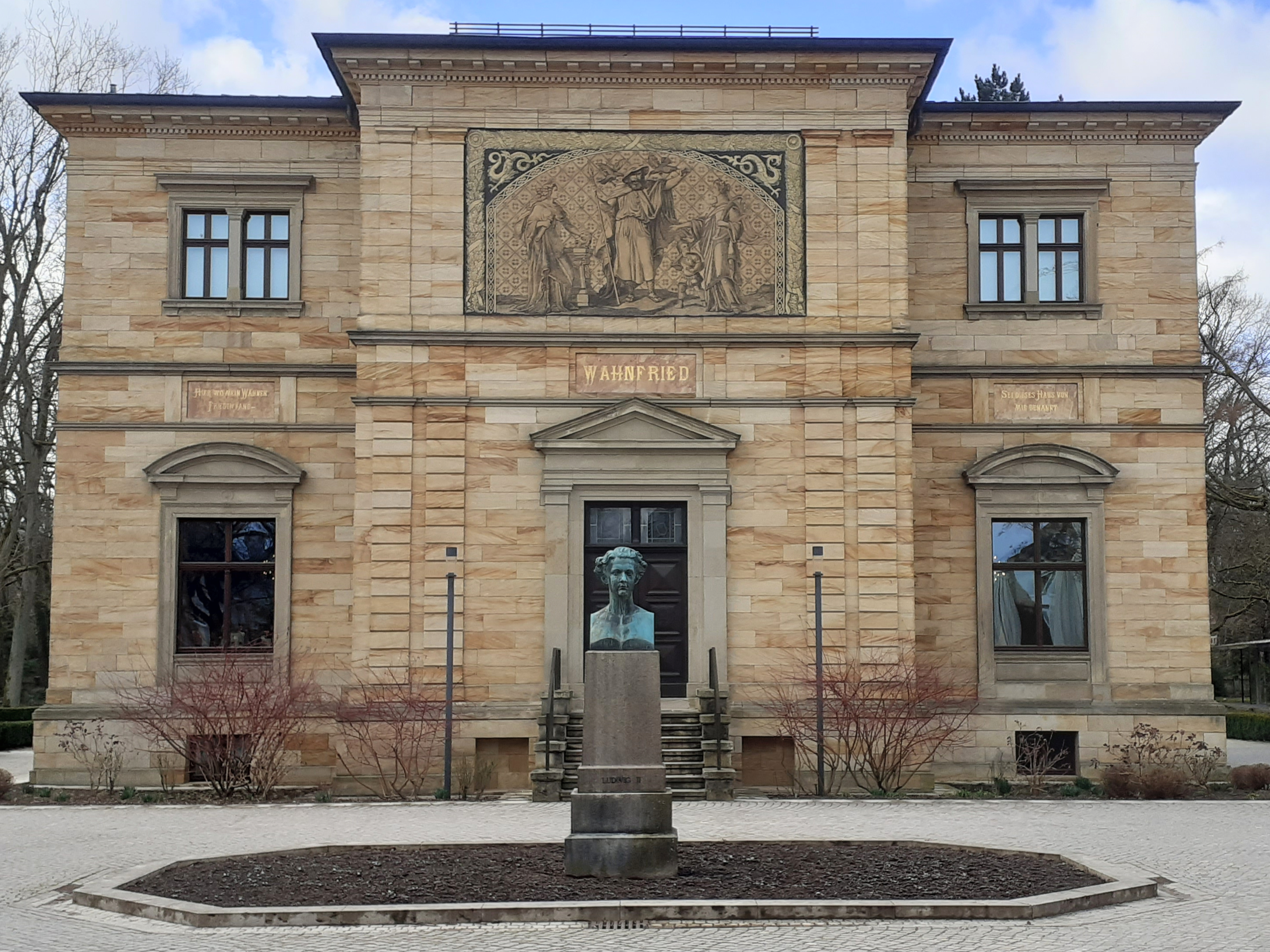
Wahnfried

Wahnfried (på tyska: Haus Wahnfried eller Villa Wahnfried) var det namn som Richard Wagner gav sin villa i Bayreuth. Sedan 1976 har Wahnfried inrymt Richard Wagner-museet. Namnet är en tysk sammansättning av Wahn (villfarelse, galenskap) och Fried(e) (fred, frihet).

## Historia
Husets namn framgår av ordspråket som är ingraverat på dess framsida:
| ”                | Här, där min villfarelse fann ro – Wahnfried – är detta hus uppkallat efter mig. | „ |
| – Richard Wagner |                                                                                  |   |

Enligt en dagboksanteckning av Cosima Wagner daterad den 4 maj 1874 var den hessiska byn Wanfried nära Eschwege inspirationen till namngivningen av huset:
| ”                             | … i Hessen fanns det en plats som hette Wahnfried, den hade berört honom (Wagner) så mystiskt, denna kombination av de två orden, och liksom Goethes dikt, som bara talades till de visa, skulle bara de förnuftiga gissa vad vi menade med den." | „ |
| – Cosima Wagner i Dagböckerna | |   |

Efter att Wagner inte hade hittat ett lämpligt hus i Bayreuth valde han en ängstomt på Rennweg (idag Richard-Wagner-Straße) direkt vid Hofgarten som byggplats för sitt framtida hem. Den 6 januari 1872 underrättade den kungliga hovsekreteraren Lorenz von Düfflipp Wagner om att kung Ludvig II av Bayern hade bemyndigat honom att successivt betala Wagner upp till 25 000 daler som stöd för köp av mark och uppförande av ett bostadshus. Wagner köpte tomten den 1 februari 1872 för 12 000 gulden.

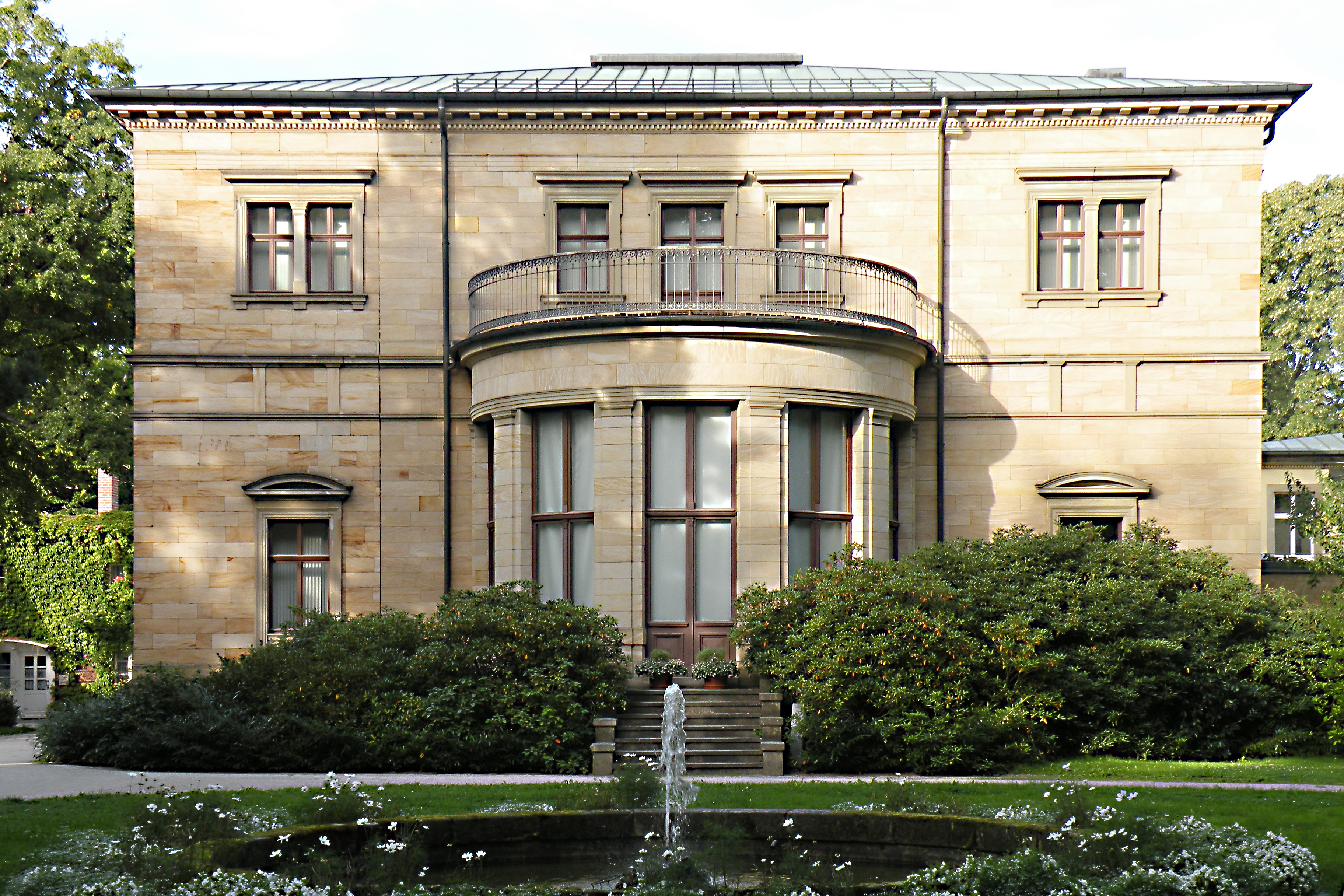
Baksidan

Byggnaden, som uppfördes av byggmästare Carl Wölfel efter Richard Wagners idéer och modifierad ritningar av Berlinarkitekten Wilhelm Neumann, var alltså till stor del en gåva från kung Ludvig II av Bayern, vars ungdomliga byst är rest framför huset. Bygg- och inredningsarbetet gick mycket långsammare än planerat och blev en ständig källa till irritation för Wagner, vilket var anledningen till att han kallade huset "Ärgersheim" på den tiden. Bygget påbörjades 1872 och stod klart 1874. Samma år flyttade Wagner in med sin fru Cosima och deras barn Daniela, Blandine, Isolde, Eva och Siegfried den 28 april. I "Wahnfried", ofta kallat "Villa Wahnfried", fullbordade han operan Ragnarök och arbetade med Parsifal. Wagner led svårt av det hårda klimatet i Bayreuth under de sista åren av sitt liv, särskilt på vintern, vilket fick honom att fly allt mer och stanna i Italien med hela sin familj i månader. Under sin sista vistelse (från september 1882 till februari 1883) dog han i Venedig den 13 februari 1883. Hans kropp fördes till Bayreuth, där han begravdes i en krypta i trädgården till Wahnfried den 18 februari 1883. Hans hustru Cosima kremerades efter sin död vid 93 års ålder den 1 april 1930 i Coburg och hennes urna begravdes på södra sidan av gravhögen. Hennes far Franz Liszt, som dog 1886 i ett hus mittemot (idag: Wahnfriedstraße 9), låg på lit de parade i Wahnfried efter sin död.
År 1894 lät Siegfried Wagner bygga om det östra uthuset, som Richard Wagner hade velat bygga ut redan 1879, till sitt eget hem i stil med en liten villa i italienskiserande nyrenässansstil och lade till en andra våning. År 1932 förlängdes den av Hans Reissinger med ett låghus på norra sidan och anslöts till Wahnfried genom en anslutande flygel på den sydvästra sidan. Efter Siegfried Wagners död den 4 augusti 1930 tjänade det hans änka Winifred som gästhus, för bland andra Arturo Toscanini (1931) och Richard Strauss (1933/34).
Den 1 oktober 1923 kom Adolf Hitler på besök för första gången. Winifred Wagner introducerade honom till huset Wahnfried och Wahnfried-kretsen runt Houston Stewart Chamberlain. Under Festspelen i Bayreuth från 1936 till 1938 bodde han i Siegfried-Wagners hus, som snart kallades "Führerbau". I sitt musikrum bjöd Hitler in artister till mottagningar efter premiärerna. Den 25 juli 1936 fick han besök av tre sändebud från den spanske kuppgeneralen Francisco Franco, som han sedan beviljade hjälp i form av tjugo transportplan strax före midnatt (→ Spanska inbördeskriget). I slutet av andra världskriget konfiskerades byggnaden av amerikanerna, som först inrättade ett förhörsrum, senare en officersklubb och en bordell där. År 1957 flyttade Winifred Wagner in i Siegfried-Wagners hus. I dag inrymmer det Richard Wagner-museets administrativa kontor och National Archive of the Richard Wagner Foundation Bayreuth.

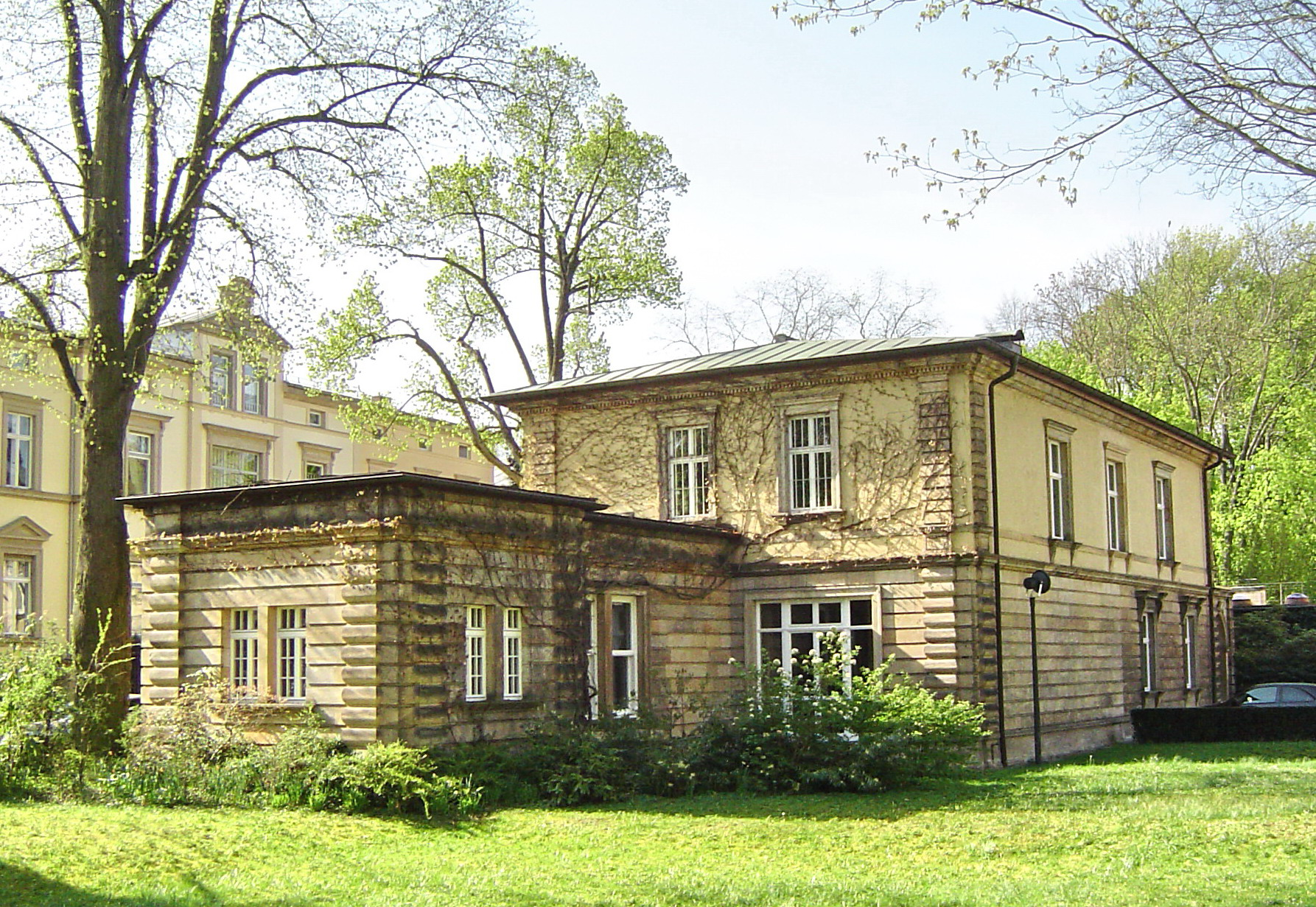
Siegfried-Wagner-Haus

Den 5 april 1945 blev Wahnfried halvt förstörd i en av de amerikanska flygräderna mot Bayreuth av en brandbomb som träffade hallen från söder, hallen inklusive rotundan och våningen ovanför samt den sydöstra delen av huset sprängdes bort. Alla originalinteriörer och möbler förstördes, men inte biblioteket, som hade tagits bort strax innan, liksom målningar och dokument från Richard Wagners familjearkiv med Wagners partitur. Efter ockupationen av Bayreuth av amerikanska trupper den 14 april 1945 fungerade Siegfried-Wagnerhus, som bevarades och konfiskerades, som högkvarter för kontraspionaget (CIC) och officersmäss i den amerikanska armén fram till 1957. Ett foto av den amerikanske korpralen Lester Carlson på Wagners Steinwayflygel i den ödelagda salen spreds i världspressen 1945.
År 1949 restaurerades Wahnfried provisoriskt och ofullständigt genom att mura av de öppna sidorna enligt en design av Hans Reissinger för att göra det användbart för familjens bostadsändamål. Den oskadade entréfasaden och den västra sidan bevarades, medan den kvarvarande och förstörda delen av huset renoverades modernt, så att endast några få delar av den ursprungliga rumsindelningen bevarades. I detta skick beboddes huset av Wieland Wagner och hans familj i cirka 20 år fram till dennes död 1966. Wielands bror Wolfgang lät mäta upp huset och krävde att Wielands änka Gertrude skulle betala hyra, vilket tvingade henne att flytta ut med sina barn. Från 1953 hade Wolfgang varit bosatt i ett hus som byggts i utkanten av Festpielhaus, och Winifred bodde kvar i Siegfrieds hus fram till sin död 1980.
Huset ägdes av familjen Wagner fram till 1973. Winifred Wagner fick tillbaka Siegfried-Wagner-huset efter att de amerikanska trupperna hade dragit sig tillbaka 1957. Hon återvände dit från sin exil i Oberwarmensteinach i Fichtelbergen och bodde där fram till sin död 1980. I och med grundandet av Richard Wagner-stiftelsen i Bayreuth den 1 maj 1973 övergick Wahnfried i staden Bayreuths ägo genom ett gåvobrev daterat den 24 april 1973, som också köpte Siegfried-Wagners hus för 600 000 D-mark.  I början av 1990-talet lät staden renovera Siegfried-Wagners hus och överlämnade det till Richard Wagner Foundation den 24 juli 1992.
Från 1972 till 1976 restaurerades huset och parken till sin ursprungliga form. Staden upplät egendomen till Richard Wagners stiftelse som ett permanent lån för museibruk. Sedan 1976 har Wahnfried varit hem för Richard Wagner-museet med en permanent utställning om Richard Wagner och Bayreuthfestivalen. Det är anslutet till ett nationellt arkiv och forskningsanläggningen för Richard Wagner-stiftelsen.

## Konstruktion och uppdelning
Ytterväggarna i den treflyglade byggnaden består av sandstensblock med tegelmurverk inuti, som är typiska för området. Det anmärkningsvärda med rummens inredning – i motsats till alla samtida anklagelser om extravagans – är Wagners uttryckliga avståndstagande från all lyx, särskilt när det gäller valet av material. Husets planlösning med källare, bottenvåning, övervåning och entresolplan på en yta av cirka 21 × 17 meter påminner om renässansvillorna i stil med Andrea Palladio i norra Italien, liksom dispositionen av fasaderna och rotundans absid, som stänger av vardagsrummet och biblioteksrummet ("hallen") på trädgårdens södra sida.
Bottenvåningen i Wahnfried består av två stora, representativa rum, hallen och den stora salen. I salen finns Richard Wagners originalbibliotek, som består av cirka 2500 handinbundna pärmar av bokbindaren Christian Senfft från Bayreuth i rekonstruerade hyllskåp, och konsertflygeln Centennial D från 1876, en gåva från William Steinway till Wagner i samband med öppnandet av Festspielhaus. Denna flygel hålls redo att spela för konserter. Trots sin ålder är detta lätt möjligt på grund av dess moderna konstruktion. Wagners svärfar Franz Liszt var mycket nöjd med denna flygel – Liszt fick också en Centennial D konsertflygel. Mindre rum i anslutning till sidan var ursprungligen matsalar, Cosimas salong och gästrum. Via en enkel trätrappa från foajén är de privata rummen och galleriet ovanför hallen tillgängliga och förbundna med varandra: de tidigare barnrummen samt Richards och Cosimas sovrum och hans arbetsrum. Richard Wagner arbetade också i den stora salen på bottenvåningen, som i allmänhet fungerade som vardagsrum.
Mellan de två våningarna finns en lägre våning, med badrum och omklädningsrum. Denna mezzanin täcker ungefär en fjärdedel av golvytan (salong och hall är kontinuerliga med sin högre rumshöjd). Den är arkitektoniskt dold av det faktum att den inte nås från insidan via huvudtrappan som nämns ovan och har inga fönster på fram- och baksidan. Den är tillgänglig genom de två kontinuerliga sidotrapporna samt ovanifrån genom enskilda trappor från respektive sovrum och barnrum. Alla fönster på mezzaninvåningen är placerade på husets flanker, som är mindre uppmärksammade på grund av deras läge.
Tvättstugorna låg alla i källaren.

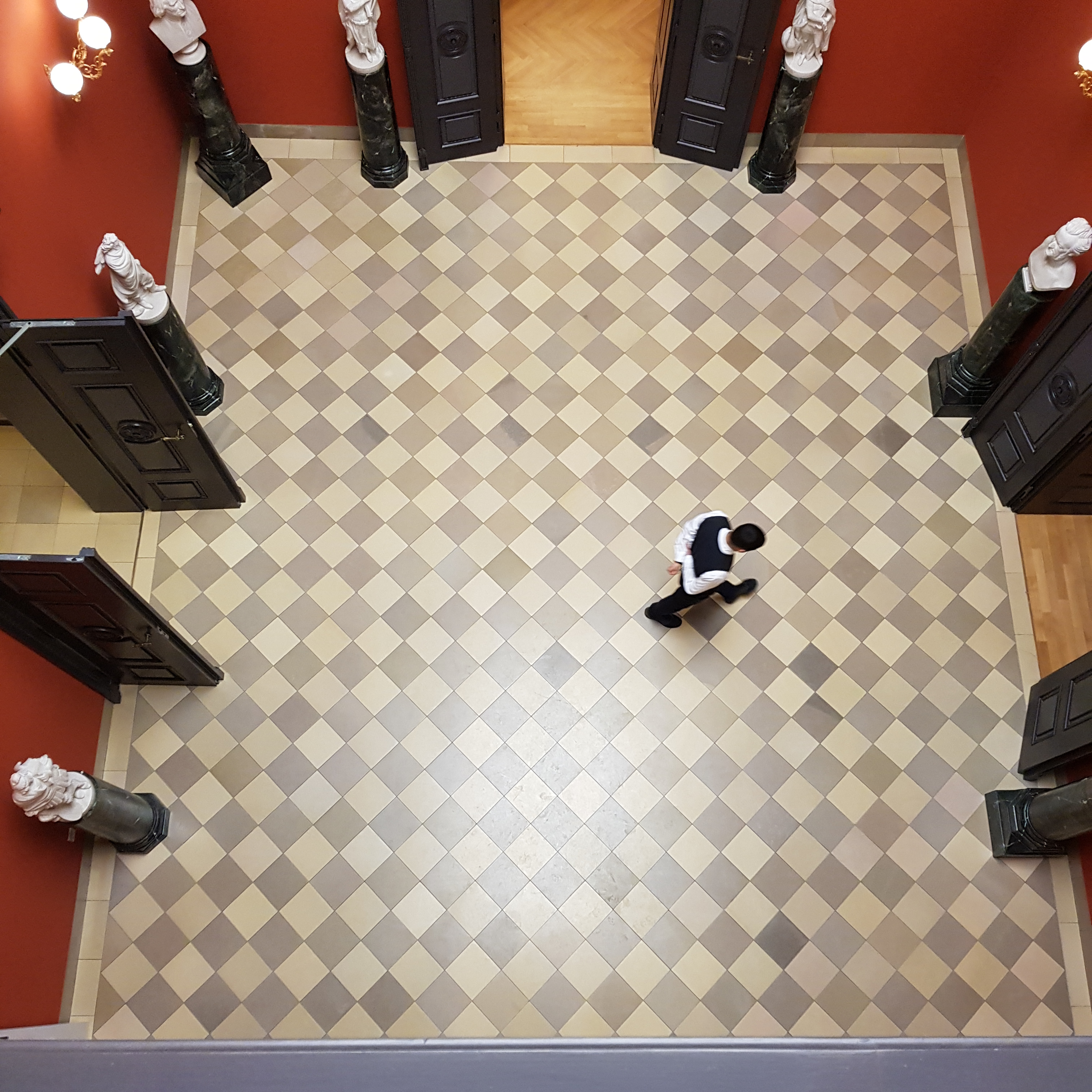
Entréen
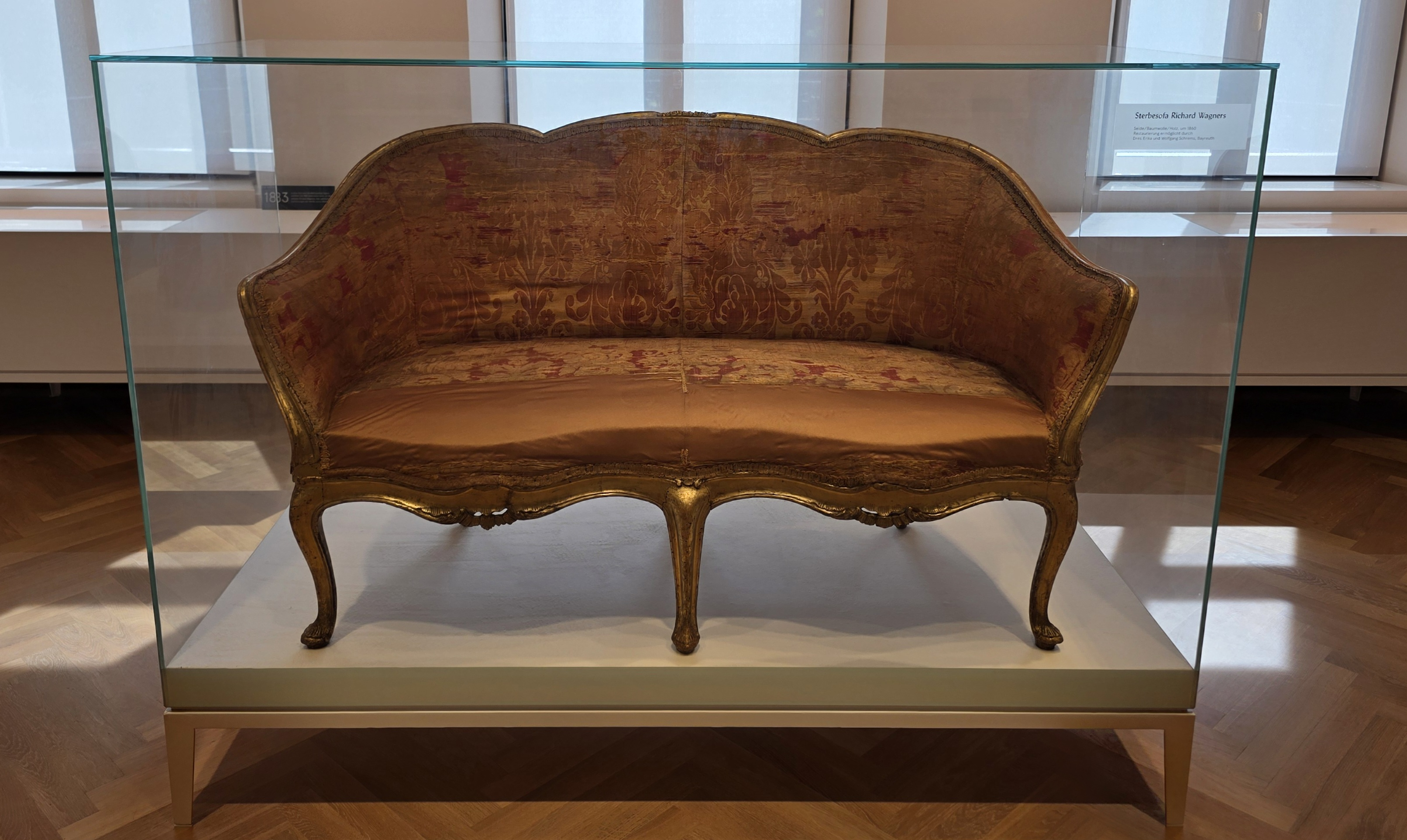
Soffan på vilken Wagner dog 1883
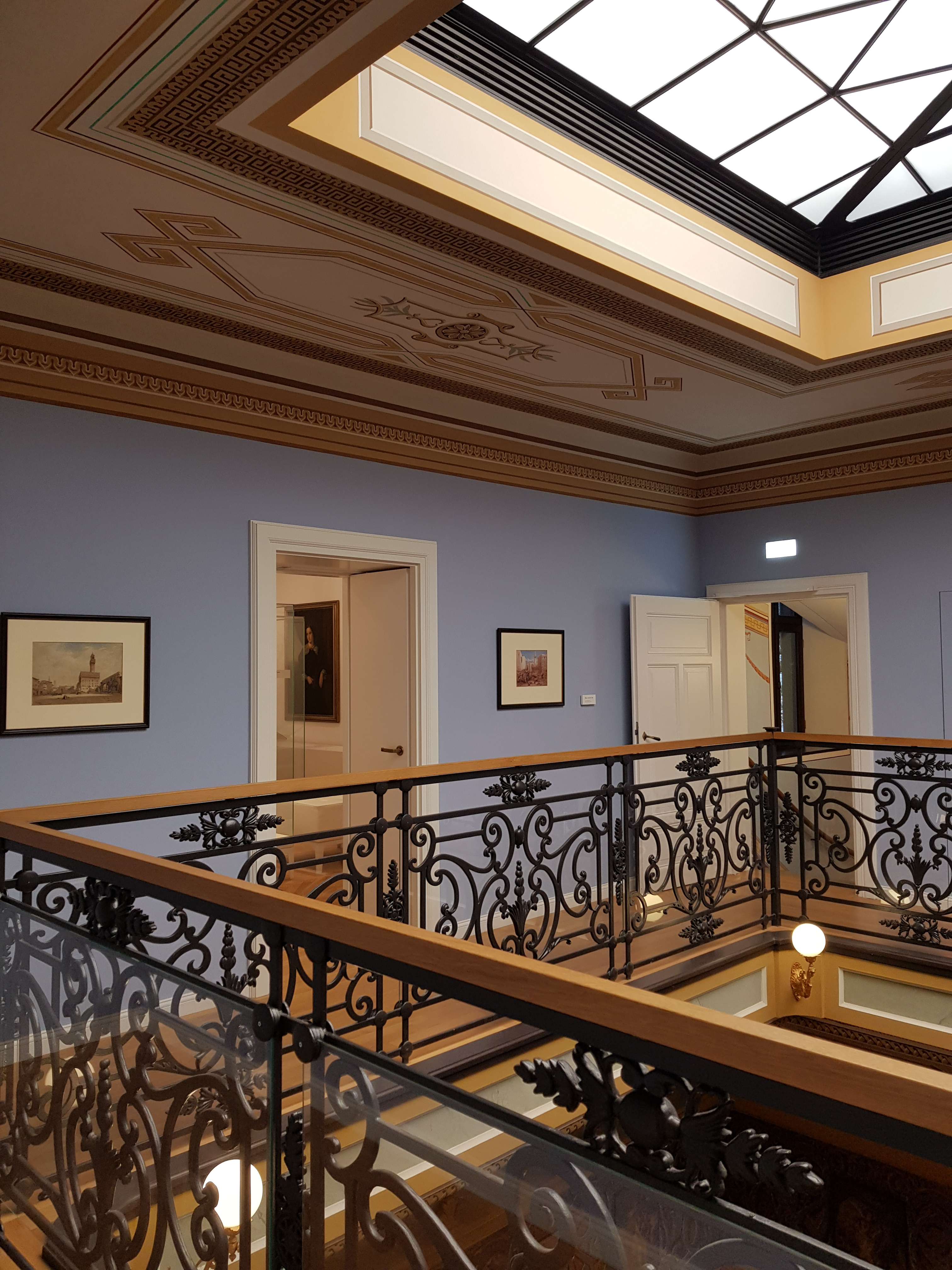
Balustrad och ljusinsläpp på första våningen
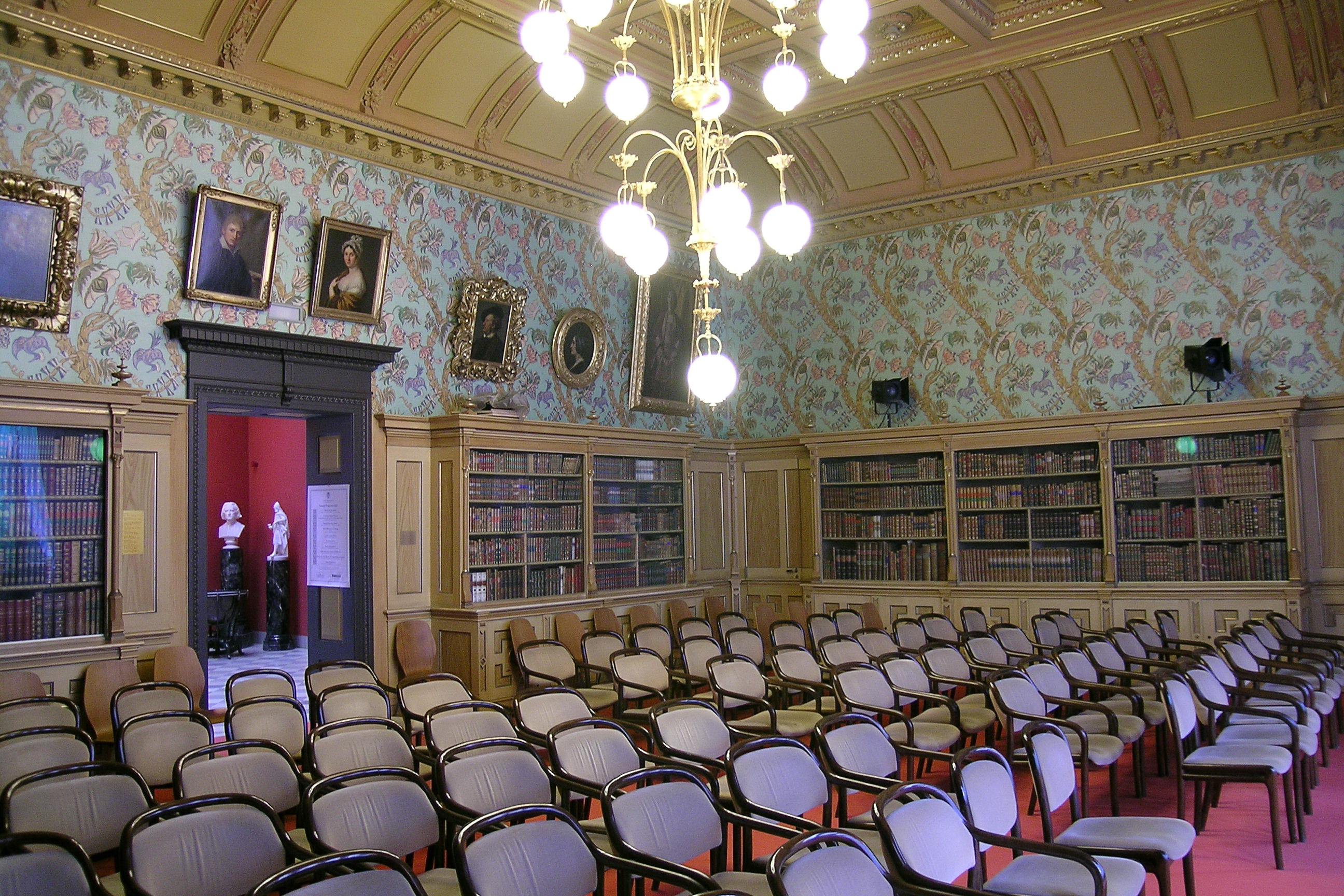
Stora salen
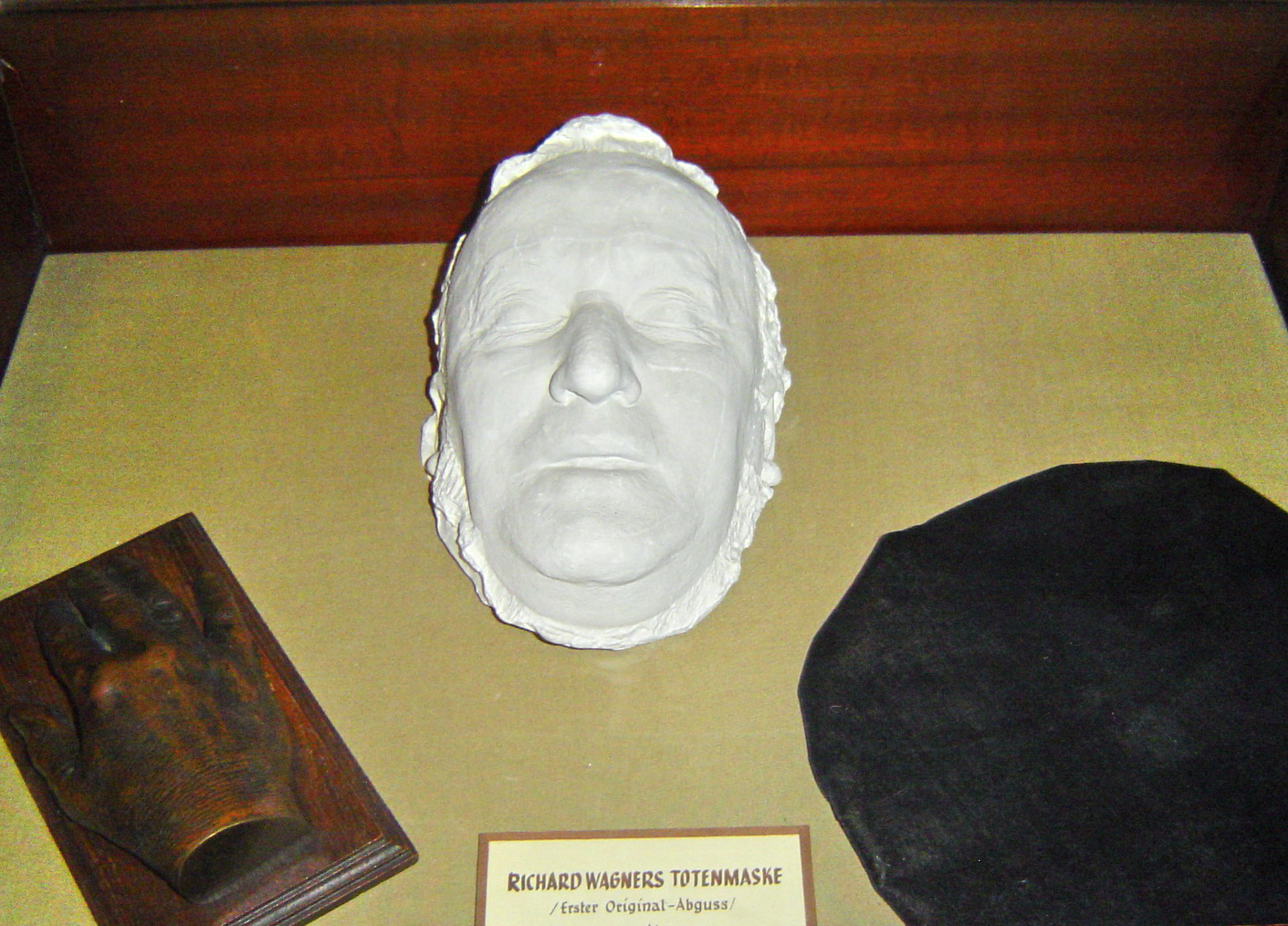
Wagners dödsmask

## Richard-Wagner-Museum
Sedan 1976 finns Richard Wagner-museet i Wahnfried. Sedan 1993 är Sven Friedrich chef för museet.

### Förhistoria
Föregångaren till Richard Wagner-museet var Richard Wagner-monumentet i den norra flygeln ("damflygeln") i Neuen Schloss i Bayreuth, med kvarlåtenskap efter Carl Friedrich Glasenapp, författare till den första och mest omfattande Wagner-biografin. Hans fosterdotter, den "brinnande nationalsocialisten" Helena Wallem, hade inrättat ett minnesrum över Glasenapp och en biografisk Richard Wagner-sal för återöppnandet av festspelen efter första världskriget 1924 – till en början i sin privata lägenhet.

### Richard Wagners minnesmärke i Neuen Schloss
År 1927 förvärvades Wallems samling av staden Bayreuth. På Adolf Hitlers order upprättades Richard Wagner Minnesmärke under hennes ledning på 1930-talet i damflygeln i Neuen Schloss (på det som senare blev Glasenappweg). Bilder och dokument om Wagners liv och verk visades i tre salar, ett omfattande bibliotek och en dokumentsamling samt flera tusen brev och andra dokument från och till Wagners familj och deras omgivning tillkom senare. Efter andra världskriget tog Joachim Bergfeld, en tidigare anställd vid rikets propagandaministerium, över ledningen.
I och med bildandet av Richard Wagner Stiftelsen 1973 slogs samlingarna av minnesmärket och samlingarna i Richard Wagner Family Archive (Wahnfried Archive), som övervakades av Otto och Gertrud Strobel, samman. Richard Wagners familjearkiv omfattade hela Richard och Cosima Wagners kvarlåtenskap samt Siegfried Wagners konstnärliga kvarlåtenskap. År 1973 blev Manfred Eger chef för Richard Wagner Minnesmärke.

### Richard Wagner-museet i Wahnfried

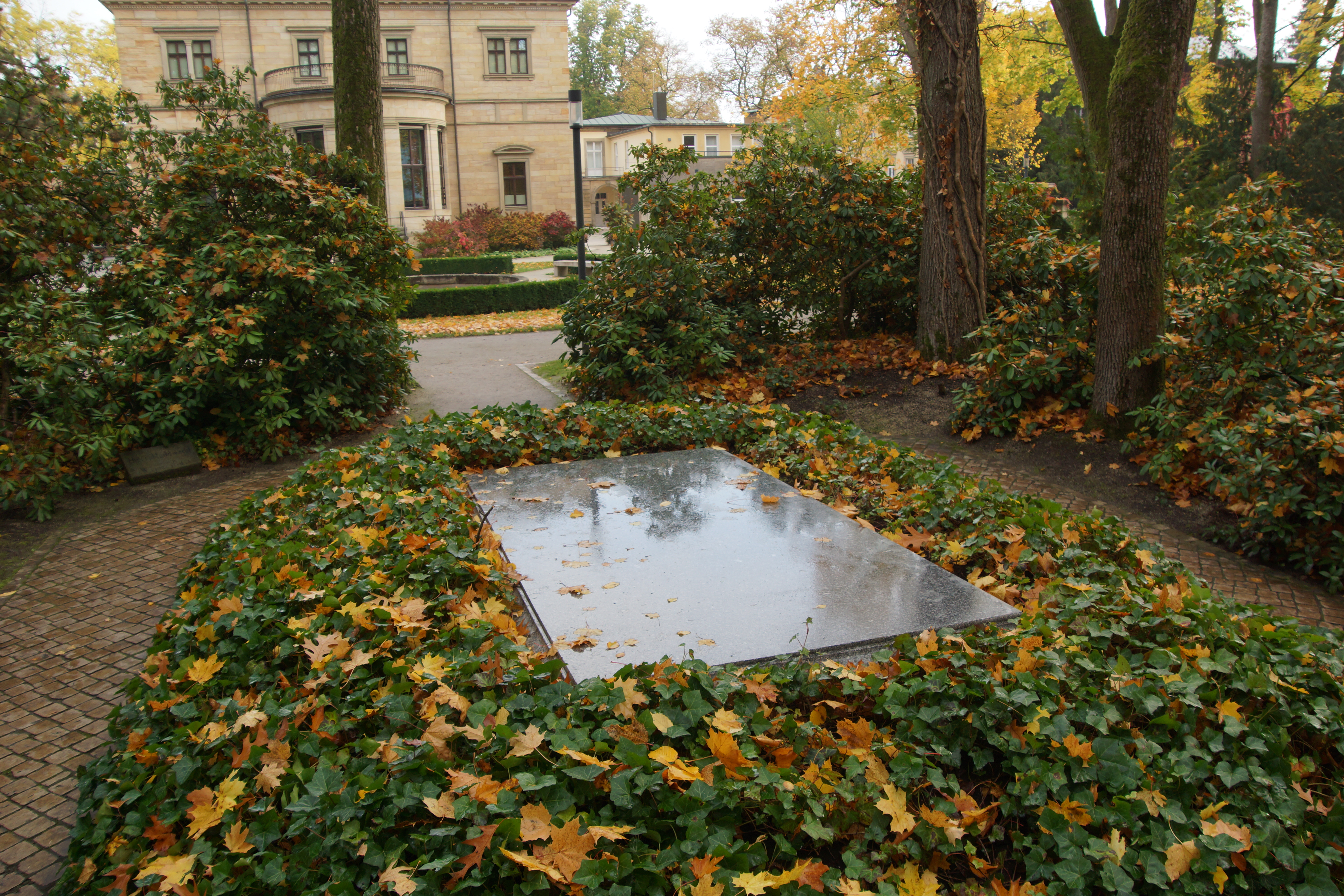
Richard och Cosimas gravplats på baksidan av Wahnfried

År 1976 överförde Manfred Eger minnesmärkets bestånd till Richard Wagner-museet i Wahnfried och var dess chef fram till 1993. I samband med Richard Wagners 200-årsdag 2013 renoverades, utvidgades och omformades museet strukturellt. Ytterligare en byggnad på fastigheten uppfördes efter ritningar av arkitekten Volker Staab. Under renoveringen mellan 2012 och 2015 var det möjligt att få information om byggprojektets status vid infopunkten "bau.schau.stelle" mittemot. Enligt kostnadsplanen från december 2011 försenades starten av byggnadsarbetet, så att ombyggnaden inte påbörjades förrän 2013. I början av mars 2012 fälldes flera träd i Wahnfriedpark som ett förberedande byggnadsarbete, även om finansieringen av byggåtgärderna ännu inte var säkrad vid den tidpunkten. För detta ändamål åsidosatte staden trädskyddsförordningen och fågelskyddsbestämmelserna eller upphävde dem utan ceremonier.
Iris Wagner, barnbarnsbarn till Richard Wagner, ansökte om ett förbudsföreläggande mot förlängningen i juni 2012. Hon menade att ett planerat "café med utomhusverksamhet" intill kryptan skulle vara en "stark kränkning av Wagners vilja och ett estetiskt påbud". Den byggnadsåtgärd som beslutades av stadsfullmäktige var inte heller okontroversiell bland lokalbefolkningen. I slutet av juni 2012 godkände majoriteten av stadsfullmäktige en kompromisslösning som innebar en flytt av caféet, men inte, som byggnadsnämnden föreslagit, att en underjordisk förbindelseflygel mellan byggnaderna och en hiss skulle överges.
I juli 2015 öppnade museet igen efter tre års stängning. Här finns bland annat Wahnfried, Siegfried Wagners hus och en ny byggnad som byggts efter ritningar av arkitektfirman Volker Staab i Berlin.